# Maison Brandin
La maison Brandin est une maison située à Noyers-sur-Serein, en France.

## Localisation
La maison est située dans le département français de l'Yonne, sur la commune de Noyers-sur-Serein.

## Historique
L'édifice est inscrit au titre des monuments historiques en 1927.